# Szwakszty (rejon postawski)
Szwakszty – dawny zaścianek. Tereny, na których był położony, leżą obecnie na Białorusi, w obwodzie witebskim, w rejonie postawskim, w sielsowiecie Łyntupy.

## Historia
W czasach zaborów zaścianek rządowy w gminie Komaje, w powiecie święciańskim Imperium Rosyjskiego. W 1866 roku miał 9 mieszkańców w 1 domu. W 1905 roku liczył 5 mieszkańców, 30 dziesięcin, własność Komajskiego.
W dwudziestoleciu międzywojennym zaścianek leżał w Polsce, w województwie wileńskim, w powiecie postawskim, w gminie Komaje.
W 1931 w 1 domu zamieszkiwało 6 osób.
Miejscowość należała do parafii rzymskokatolickiej w Komajach. Podlegała pod Sąd Grodzki w Łyntupach i Okręgowy w Wilnie; właściwy urząd pocztowy mieścił się w Komajach.